# Самба кансау
Самба-кансау (на португалски: Samba-canção) е, в най-разпространената ѝ форма и/или интерпретация, обозначение за вид бразилска популярна песен, в която има части ритъм в самба. Генезисът ѝ се очертава веднага след Втората световна война, т.е. края на 40-те, но към средата на 60-те повечето композитори започват да правят песни без категорийно обособяване. Самото име на този песенен жанр поражда спорове, като то е възприето от музикалната индустрия, т.е. издателите и музикалните компании, и от някои композитори. Подобно на много популярни песни от всички кътчета на света, самба-кансауто поставя акцент върху любовните взаимоотношения, обикновено върху загубата на любовен интерес. Темпото е умерено или леко забавено. Обозначението предполага, че песента е по-сложна, по-малко тривиална, от обикновените самба песни.